# Козловская, Валентина Яковлевна
Валенти́на Я́ковлевна Козло́вская (18 апреля 1938, Ессентуки, СССР) — советская и российская шахматистка, гроссмейстер среди женщин (1976). 

## Биография

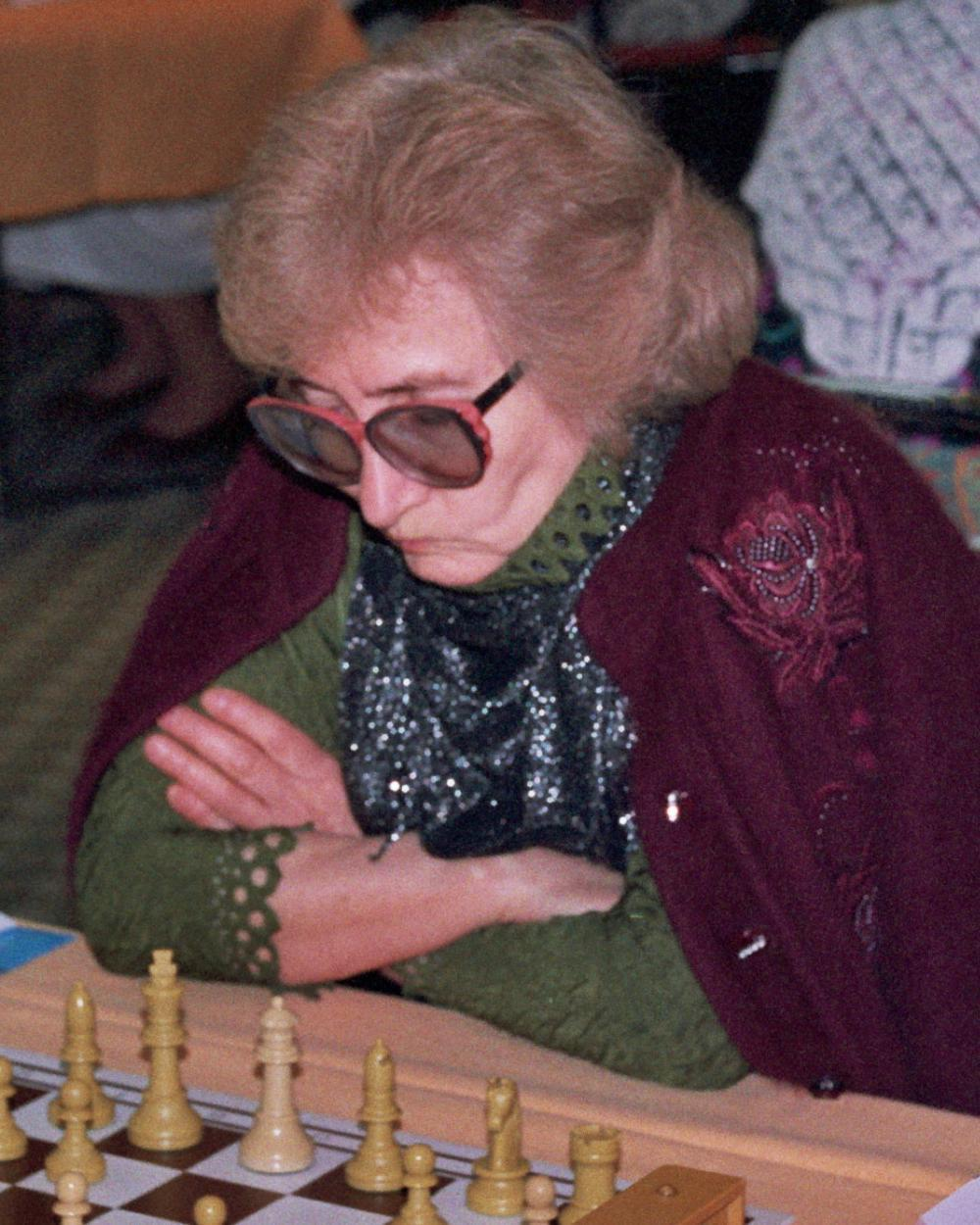
1996 год

Родилась 18 апреля 1938 года в Ессентуках. Живя бедно в военные годы,[уточнить] после войны стала играть в шахматы. Несмотря на частые болезни, окончила школу с серебряной медалью. Еще в школе выигрывала местные турниры и уже разъезжала по Советскому союзу. Закончила Пятигорский фармацевтический институт. Участница 15 чемпионатов СССР (1960—1982); лучшие результаты: 1965 — 1-е, 1972 — 2-4-е, 1974 — 3-е, 1963 — 3-4-е, 1966 и 1973 — 4-е, 1982 — 4-7-е места. Чемпионка РСФСР (1976 и 1979). В составе сборной команды СССР победительница Олимпиады 1966. С конца 1960-х годов участница соревнований на первенство мира:
- турнир претенденток: Суботица (1967) — 2-3-е место (с Т. Затуловской);
- межзональные турниры: Охрид (1971) — 6-е, остров Менорка (1973) — 1-е, Тбилиси (1976) — 2-3-е (с М. Чибурданидзе), Рио-де-Жанейро (1979) — 6-7-е места;
- матчи претенденток: п/ф 1974 с И. Левитиной — 5½ : 6½ (+3 −4 =5); ч/ф[уточнить] 1977 с Е. Фаталибековой — 2 : 6 (+0 −4 =4).

Победительница международных турниров: Брянск (1965), Будапешт (1966 и 1980), Сарваш (1970), Иркутск (1971), Воронеж (1973), Липецк (1974), Череповец (1975), Белград (1975), Галле (1976), Новороссийск (1977). Шахматистка активного позиционного стиля с высокой техникой ведения эндшпиля. Валентина Козловская стала одной из первых женщин, получивших звание женского гроссмейстера в 1976 году.
Муж — шахматист и тренер Игорь Бондаревский. В браке родилась дочь Ольга.

## Изменения рейтинга
| Графики недоступны из-за технических проблем. См. информацию на Фабрикаторе и на mediawiki.org. |